# Royce Gracie
Royce Gracie (Rio de Janeiro, 1966. december 12. –) amerikai-brazil Brazilian jiu-jitsu practitioner és MMA-harcos. A brazil dzsúdzsucut tulajdonképpen kitaláló Gracie család második generációjának tagja, de próbálkozott MMA-harcban is, ott 20 meccséből 14-et nyert meg. 2007-ben doppingvétség miatt eltiltották.